# Maksim Rázumov
Maksim Rázumov es un ciclista profesional ruso nacido el 12 de enero de 1990 en Lípetsk, Lípetsk. Actualmente corre para el equipo continental el Itera-Katusha.

## Palmarés
2013
- 3 etapas del Gran Premio de Sochi
- Cinco Anillos de Moscú
- 1 etapa del Baltic Chain Tour

2014
- 1 etapa de los Cinco Anillos de Moscú

## Equipos
- Moscow (2009-2010[1])
- Itera-Katusha (2012-2014)